# Belize Rural Central
Belize Rural Central – jednomandatowy okręg wyborczy w wyborach do Izby Reprezentantów, niższej izby parlamentu Belize. Obecną reprezentantką tego okręgu jest polityk Zjednoczonej Partii Ludowej Dolores Balderamos-Garcia.
Okręg Belize Rural Central znajduje się dystrykcie Belize, w jego wschodniej części, w pobliżu Belize City.
Utworzony został w roku 1993, poprzez wydzielenie z okręgu wyborczego Belize Rural South, na nadchodzące wybory parlamentarne. Belize Rural Central obejmuje tereny na kontynencie (w tym miasto Ladyville oraz Port lotniczy Philip S.W. Goldson i bazę wojskową), natomiast w skład okręgu Belize Rural South wchodzą obecnie wyłącznie belizeńskie wyspy – Ambergris Caye (z miastem San Pedro), Caye Caulker (z miastem o tej samej nazwie), St. George’s Caye oraz Goff’s Caye.

## Posłowie
| Rok   | Poseł                     |  | Partia |
| ----- | ------------------------- |  | ------ |
| 1993  | Ralph Fonseca             |  | PUP    |
| 1998  | Ralph Fonseca             |  | PUP    |
| 2003  | Ralph Fonseca             |  | PUP    |
| 2008. | Michael Hutchinson        |  | UDP    |
| 2012  | Dolores Balderamos-Garcia |  | PUP    |